# 래밴기
래밴기(아제르바이잔어: ləvəngi)는 아제르바이잔의 소를 넣은 생선 또는 닭고기 요리이다.

## 종류
- 발르크 래밴기시(balıq ləvəngisi): 소를 넣은 생선
- 토유크 래밴기시(toyuq ləvəngisi): 소를 넣은 닭고기

## 사진

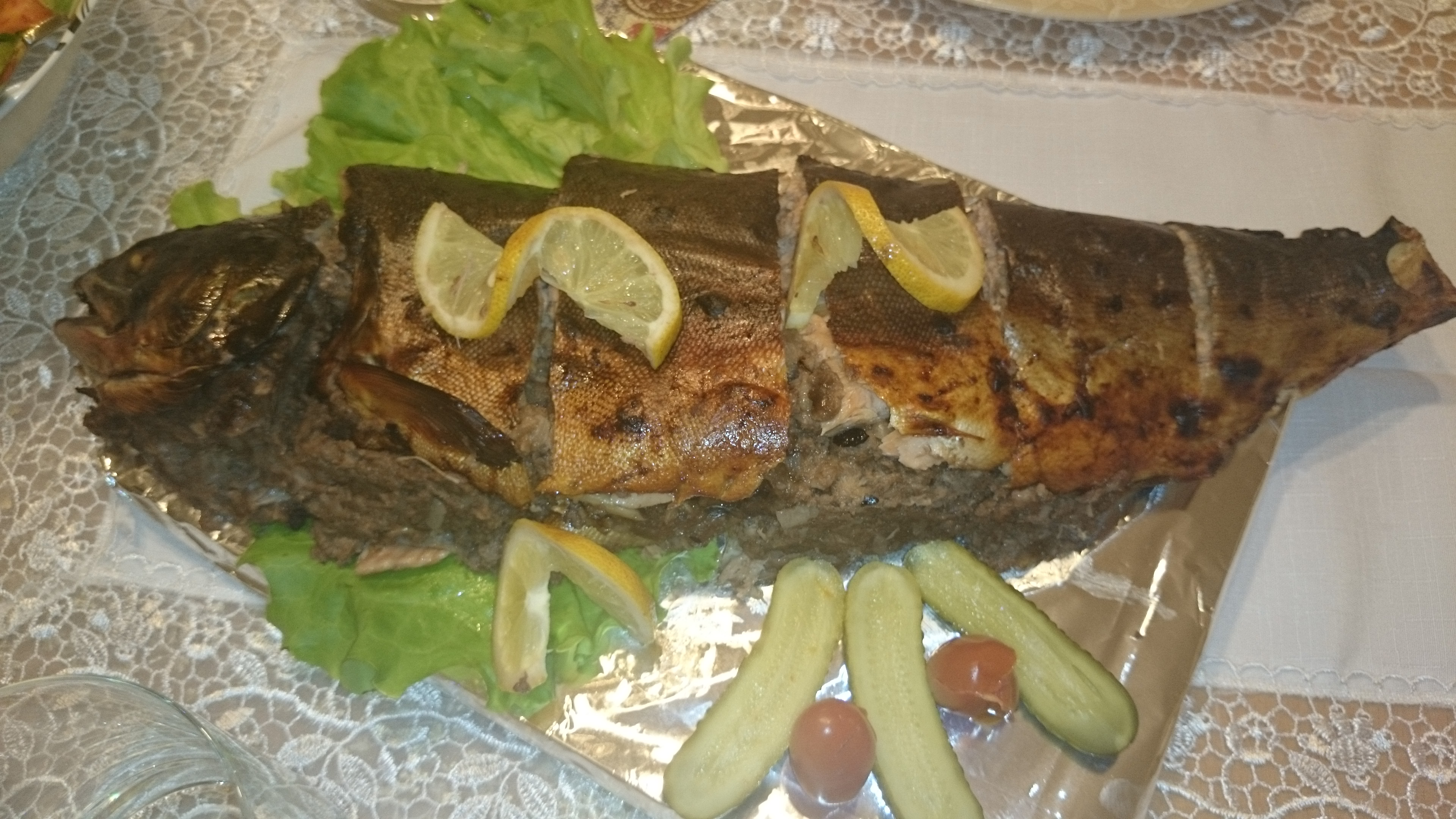
발르크 래밴기시
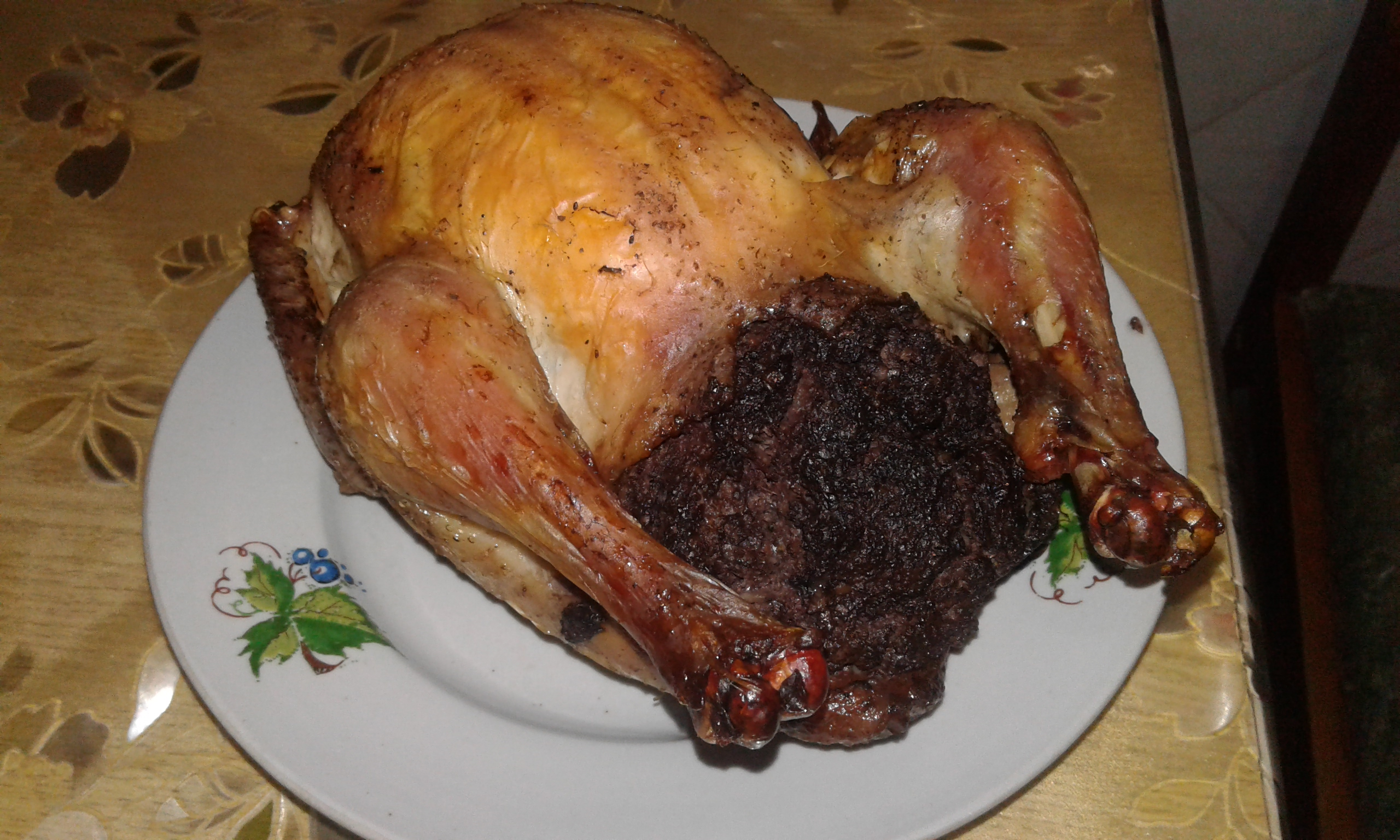
토유크 래밴기시

## 같이 보기
- 돌마
- 소를 넣은 음식 목록